# Jupiter - Il destino dell'universo
Jupiter - Il destino dell'universo (Jupiter Ascending) è un film di fantascienza del 2015 scritto e diretto da Lana e Lilly Wachowski, con protagonisti Mila Kunis e Channing Tatum.
È il primo film delle sorelle Wachowski realizzato in 3D.

## Trama
Milioni di anni fa, La Terra e innumerevoli altri pianeti furono colonizzati da famiglie di sovrani transumani e alieni allo scopo di raccogliere cellule sane e giovani dagli organismi risultanti per produrre un siero della giovinezza per le élite di altri pianeti. Una di queste famiglie è il Casato di Abrasax, considerata una delle più antiche e potenti dinastie aliene dell'universo, i cui figli (Balem, Kalique e Titus) litigano per l'eredità. Balem è il più vecchio e ha ereditato un'enorme raffineria su Giove e Titus la trascorre su una sontuosa navicella spaziale.
Jupiter Jones racconta che suo padre, Maxmilian, incontrò sua madre Aleksa a San Pietroburgo, in Russia. Dopo che Max viene ucciso in una rapina, Aleksa chiama la loro figlia Jupiter, come il suo pianeta preferito, e si trasferiscono a Chicago per vivere con la famiglia di Aleksa.
Anni dopo, Jupiter si guadagna da vivere modestamente come domestica per i suoi ricchi vicini. Volendo comprare un telescopio, Jupiter accetta di vendere i suoi ovociti, e usa il nome della sua amica Katharine come pseudonimo. A casa di Katharine, Jupiter e Katharine vengono attaccati da "Sorveglianti" extraterrestri. Jupiter li fotografa, ma cancellano i ricordi di entrambe le donne dell'incidente. Jupiter trova la strana fotografia sul suo telefono mentre aspetta in una clinica per la donazione di ovuli, ma non riesce a ricordare nulla al riguardo. Durante la procedura, i medici e le infermiere si rivelano essere Sorveglianti inviati per ucciderla, ma viene salvata da Caine Wise, un ex soldato inviato da Titus per portarla da lui. Mentre Caine e Jupiter fuggono, la loro astronave viene distrutta da una squadra di Sorveglianti. Caine respinge l'attacco, uccide i Custodi e dirotta uno dei loro veicoli mentre protegge Jupiter. Caine si rende conto che Jupiter deve essere di grande importanza per Titus e Balem, che si scopre che hanno inviato dei cacciatori di taglie sulla Terra per catturarla. Caine porta Jupiter al nascondiglio di Stinger Apini, un altro ex soldato che vive in esilio sulla Terra. Dopo aver appreso che può controllare le api nella residenza di Stinger, Jupiter scopre di essere un'altezza reale.
Stinger accetta di aiutare Jupiter, ma viene catturata dai cacciatori di Balem, corrotta da Kalique per portare Jupiter al suo palazzo su un pianeta lontano. Lì, Kalique spiega che Jupiter è la ricorrenza (reincarnazione genetica) di Seraphi Abrasax, matriarca del casato e madre dei tre eredi morta da tempo, e quindi è il legittimo proprietario della Terra. Supportato dal capitano Diomika Tsing delle forze di polizia intergalattiche Aegis, Caine la recupera da Kalique e la porta sul pianeta capitale intergalattico Orus per rivendicare la sua eredità.
In un altro tentativo di attirare Jupiter da lui, Balem manda Greeghan a rapire la sua famiglia. Sulla via del ritorno sulla Terra, gli scagnozzi di Titus catturano Jupiter e trattengono Caine come punizione per non avergli portato la ragazza. Titus rivela a Caine il suo piano per sposare Jupiter, ucciderla e rivendicare la Terra. Titus quindi getta Caine nel vuoto dello spazio e tenta di sedurre Jupiter, dichiarando la sua intenzione di smantellare il commercio di siero giovanile, di cui la Terra è la prossima fonte prevista. Caine sopravvive al distanziamento e torna con Stinger per salvare Jupiter all'altare prima di sposarsi. Jupiter chiede di tornare a casa, ma scopre che la sua famiglia è stata presa in ostaggio da Balem.
Nella sua raffineria all'interno della Grande Macchia Rossa, Balem chiede la Terra in cambio della famiglia di Jupiter. Rendendosi conto che Balem non può "raccogliere" la Terra senza il suo permesso, Jupiter rifiuta. Caine si infiltra nella raffineria e danneggia lo scafo a gravità, provocando il collasso della raffineria. Mentre gli occupanti evacuano la raffineria, la nave di Tsing si trasferisce e salva la famiglia di Jupiter.
Jupiter sopravvive al crollo delle strutture, solo per atterrare ai piedi di Balem, che cerca di ucciderla. Dopo un breve combattimento, Balem cade nel vuoto morendo; Caine salva Jupiter mentre la raffineria è nelle fasi finali del collasso. Tsing apre un portale per la Terra e si prepara ad evacuare, lasciandosi potenzialmente indietro Caine e Jupiter. Tuttavia, è sollevata nello scoprire che sono sopravvissuti e hanno attraversato il portale, insieme alla nave di Tsing.
La famiglia di Jupiter viene riportata a casa senza alcun ricordo della loro scomparsa, mentre Jupiter conserva segretamente la proprietà della Terra. Il grado di Caine nella Legione viene ripristinato e lui e Jupiter iniziano una relazione.

## Produzione
Le riprese del film sono iniziate il 2 aprile 2013 ai Leavesden Film Studios di Londra per poi spostarsi in altre località britanniche, tra cui la Cattedrale di Ely, prima di passare negli Stati Uniti d'America, a Chicago.
Attraverso un comunicato del 15 aprile 2013 la Warner Bros., che co-produce la pellicola con la Village Roadshow Pictures, annuncia il cast tecnico del film. Come produttori ci sono le due registe con Grant Hill, già insieme per i film Speed Racer e Cloud Atlas, mentre i produttori esecutivi saranno Bruce Berman e Roberto Malerba. Il direttore della fotografia è John Toll, al suo secondo film, dopo Iron Man 3, girato in digitale. Toll utilizza macchine da presa Arri Alexa.

### Cast
Per il ruolo principale femminile fu scelta inizialmente l'attrice Natalie Portman che però rifiutò la parte; fu considerata quindi Rooney Mara prima che fosse ufficialmente e definitivamente scelta Mila Kunis per la parte.
Altri attori considerati per il progetto furono Joseph Gordon-Levitt e Andy Zelary, ma entrambi non sono entrati nel cast.

### Colonna sonora
La colonna sonora del film viene curata da Michael Giacchino, già compositore di Speed Racer. Il 10 giugno Giacchino fa sapere che il direttore dell'orchestra per la colonna sonora è Ludwig Wicki, che era già al lavoro agli Abbey Road Studios di Londra.

## Promozione
L'8 dicembre 2013 la trasmissione statunitense Entertainment Tonight mostra il primo teaser trailer del film, mentre il trailer esteso viene pubblicato il giorno seguente.

## Distribuzione
La pellicola è stata distribuita nelle sale cinematografiche statunitensi e britanniche a partire dal 6 febbraio 2015 mentre in quelle italiane dal 5 febbraio. Inizialmente l'uscita del film era stata fissata per il 25 luglio 2014.

## Accoglienza

### Incassi
Nel weekend d'apertura ha incassato $ 18 372 372. Su un budget complessivo di circa $176 milioni, è riuscito ad incassare $ 183 887 723 in tutto il mondo, di cui $ 56 117 548 in Nord America e i restanti $ 111 860 048 nel resto del mondo, riuscendo appena a coprire le spese di produzione.

### Critica
Il film è stato stroncato dalla critica ricevendo valutazioni per la maggior parte medio-basse. Il sito Rotten Tomatoes ha riportato una percentuale di gradimento del 26% con una valutazione complessiva di 4.4/10 sulla base di 230 recensioni. Su Metacritic ha ottenuto una valutazione di 40 su 100 in base a 40 recensioni, mentre il critico Mark Kermode di The Guardian lo ha definito "completamente insensato".

## Riconoscimenti
- 2015 - Kids' Choice Awards[19]
  - Candidatura per l'attore d'azione preferito a Channing Tatum
- 2015 - Teen Choice Awards[20]
  - Candidatura per il miglior attore in un film sci-fi/fantasy a Channing Tatum
  - Candidatura per la miglior attrice in un film sci-fi/fantasy a Mila Kunis
- 2016 - Razzie Awards[21]
  - Peggior attore non protagonista a Eddie Redmayne
  - Candidatura per il peggior film
  - Candidatura per il peggior regista a Lana e Lilly Wachowski
  - Candidatura per il peggior attore protagonista a Channing Tatum
  - Candidatura per la peggior attrice protagonista a Mila Kunis
  - Candidatura per la peggior sceneggiatura a Lana e Lilly Wachowski